# Alexandra Holden
Alexandra Holden (30 de abril de 1977) es una ex actriz estadounidense de televisión y cine.

## Vida y carrera
Holden nació en Northfield, Minnesota, hija de Kristi y Barry Holden. Desempeñó papeles como María Johanson en la película Muérete, bonita y en Sugar & Spice como Fern Rogers. También protagonizó la película de bajo presupuesto Wishcraft.
Holden también ha tenido papeles en la televisión y en vídeos musicales. Apareció en la exitosa serie Friends como Elizabeth Stevens, una novia de Ross. Otras series en las que intervino fueron Ally McBeal, Tru Calling, Six Feet Under, Flanklin & Bash y Private Practice. En la música, apareció en el videoclip de Aerosmith "Hole In My Soul".

## Filmografía

### Películas
| Año  | Título                                  | Rol                   | Notas        |
| ---- | --------------------------------------- | --------------------- | ------------ |
| 1997 | The Last Time I Committed Suicide       | Vicky                 |              |
| 1997 | In & Out                                | Meredith              |              |
| 1998 | Dancer, Texas Pop. 81                   | Vivian                |              |
| 1999 | Guinevere                               | Chica angelical       |              |
| 1999 | EDtv                                    | Chica de la facultad  |              |
| 1999 | Drop Dead Gorgeous                      | Mary Johanson         |              |
| 2001 | Sugar & Spice                           | Fern Rogers           |              |
| 2001 | Uprising                                | Frania Beatus         | Film para TV |
| 2002 | Wishcraft                               | Samantha Warren       |              |
| 2002 | American Gun                            | Mia                   |              |
| 2002 | Four Reasons                            | Enfermera             |              |
| 2002 | The Hot Chick                           | Lulu                  |              |
| 2003 | Dead End                                | Marion Harrington     |              |
| 2003 | Moving Alan                             | Dee Dee               |              |
| 2003 | How to Deal                             | Scarlett Smith        |              |
| 2003 | Purgatory Flats                         | Sunny Burkhardt       |              |
| 2005 | Everything's Gone Green                 | Rosemary              | Corto        |
| 2005 | Window Theory                           | Kate                  |              |
| 2005 | Everything You Want                     | Jessica Lindstrom     | Film para TV |
| 2006 | Special                                 | Maggie                |              |
| 2006 | Wasted                                  | Amber                 |              |
| 2006 | A Trick of the Mind                     | Jennifer              | Film para TV |
| 2006 | A Dead Calling                          | Rachel Beckwith       |              |
| 2007 | All the Days Before Tomorrow            | Alison                |              |
| 2008 | The Frequency of Claire                 | Claire                |              |
| 2008 | Dark Reel                               | Scarlett May          |              |
| 2009 | Post Grad                               | Chica funky simpática |              |
| 2010 | Healing Hands                           | Natasha Waverly       | Film para TV |
| 2011 | Lovely Molly                            | Hannah                |              |
| 2011 | Let Go                                  | Kelly                 |              |
| 2013 | In a World...                           | Jamie                 |              |
| 2014 | Zoe Gone                                | Alicia Lynne          |              |
| 2015 | Loaded                                  | April                 |              |
| 2015 | Always Watching: A Marble Hornets Story | Rose                  |              |
| 2022 | Other Monsters                          | Laura                 |              |

### Televisión
| Año       | Título                | Rol                   | Notas                                   |
| --------- | --------------------- | --------------------- | --------------------------------------- |
| 1996–1997 | Mr. Rhodes            | Dani Swanson          | 3 episodios                             |
| 1997      | Cracker               | Debbie                | 2 episodios                             |
| 2000      | Once and Again        | Cassidy               | 2 episodios                             |
| 2000      | Friends               | Elizabeth Stevens     | 5 episodios                             |
| 2001      | Ally McBeal           | Jane Wilco            | 3 episodios                             |
| 2002      | Six Feet Under        | Rebecca Leah Milford  | Episodio: "In the Game"                 |
| 2004      | Tru Calling           | Jackie Connors        | Episodio: "Drop Dead Gorgeous"          |
| 2006      | Grey's Anatomy        | Jaime Carr            | Episodio: "Where the Boys Are"          |
| 2007      | Friday Night Lights   | Suzy                  | 5 episodios                             |
| 2008      | CSI: Miami            | Carla Hoyle           | Episodio: "Gone Baby Gone"              |
| 2008      | Private Practice      | Laura Larson          | Episodio: "Serving Two Masters"         |
| 2009      | Cold Case             | Caroline Kemp en 1958 | Episodio: "Libertyville"                |
| 2009      | Royal Pains           | Zoe Hill              | Episodio: "Wonderland"                  |
| 2010      | The Mentalist         | Crystal Hargrove      | Episodio: "Blood in, Blood Out"         |
| 2011      | Franklin & Bash       | Debbie Wilcox         | 5 episodios                             |
| 2011      | Friends with Benefits | Dakota                | Episodio: "Pilot"                       |
| 2011      | Man Up!               | Rebecca               | Episodio: "High Road is the Guy Road"   |
| 2011      | Covert Affairs        | Grace Langford        | Episodio: "Horse to Water"              |
| 2012–2016 | Rizzoli & Isles       | Lydia Sparks          | 6 episodios                             |
| 2012      | Bones                 | Margot Sandoval       | Episodio: "The Partners in the Divorce" |
| 2012      | NCIS                  | Brooke Fenton         | Episodio: "Shell Shock (Part II)"       |
| 2013      | The Mob Doctor        | Bethany Maslan        | Episodio: "Resurrection"                |
| 2013      | Vegas                 | Dawn Fields           | Episodio: "From This Day Forward"       |
| 2013      | Drop Dead Diva        | Becca Holt            | Episodio: "One Shot"                    |
| 2014      | CSI                   | Mary Haymond          | Episodio: "Dead Rails"                  |
| 2014      | NCIS: Los Angeles     | Elise Elena Jaeger    | Episodio: "War Cries"                   |